# Villers-Pol
Villers-Pol è un comune francese di 1 264 abitanti situato nel dipartimento del Nord nella regione dell'Alta Francia.
Il territorio comunale è attraversato dal fiume Rhonelle.

## Società

### Evoluzione demografica
Abitanti censiti